# Sternwarte Eschenberg

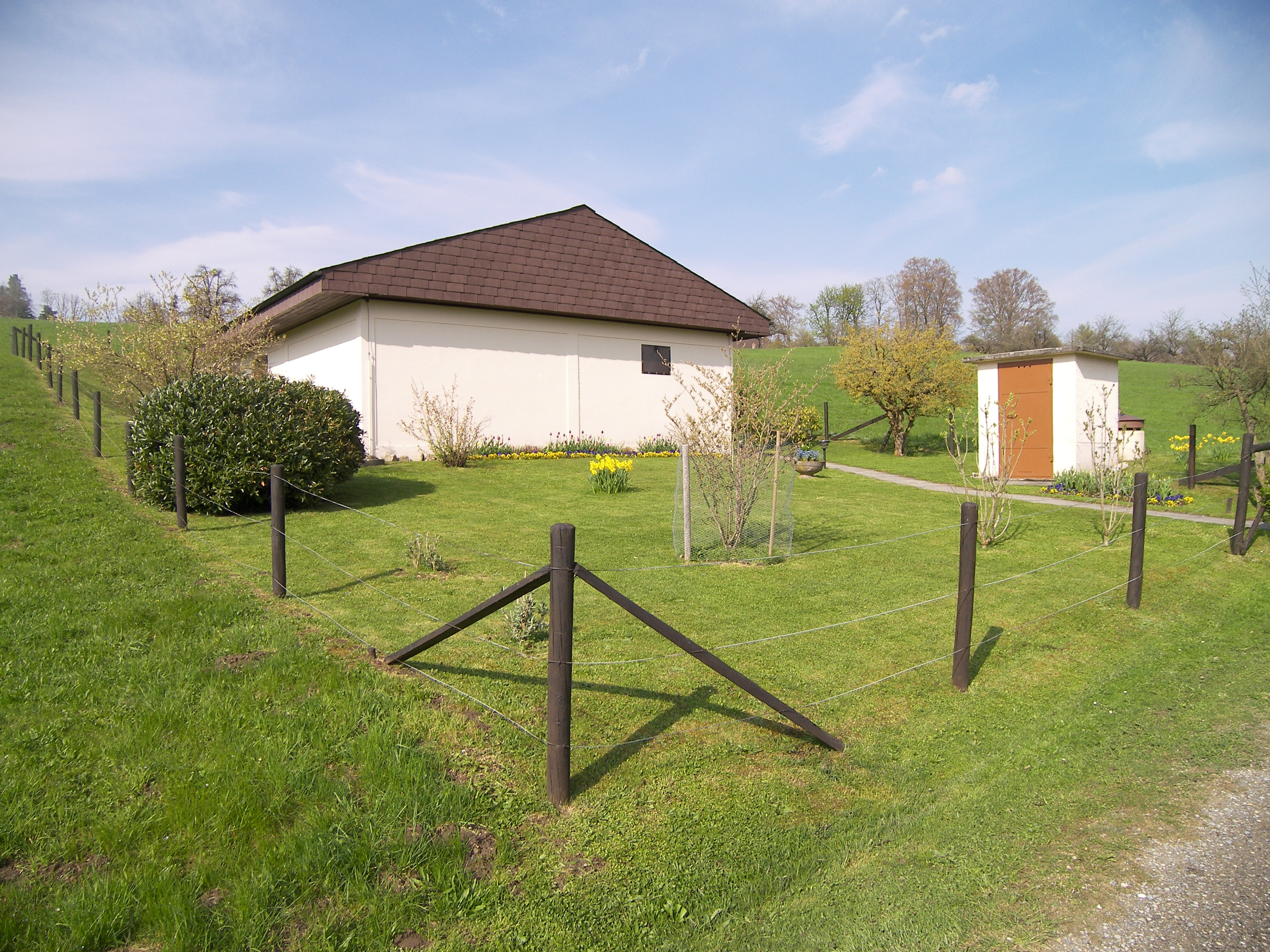
Die Sternwarte Eschenberg liegt mitten in einer ausgedehnten Waldlichtung

Die Sternwarte Eschenberg ist ein Observatorium in Winterthur im Kanton Zürich in der Schweiz. Sie wurde 1979 von der Astronomischen Gesellschaft Winterthur an einem lichtgeschützten Standort auf einer Lichtung im Stadtwald Eschenberg mit einem sehr kleinen Budget gebaut, im Laufe der folgenden Jahre erweitert und vor allem mit leistungsstarken Instrumenten und modernster Peripherie ausgerüstet. Inzwischen hat sich die kleine Sternwarte mit solider Arbeit zu einer weit über die Landesgrenzen hinaus bekannten Institution entwickelt, die Volkssternwarte, Planetoidenforschung und Digitale Astrofotografie vereinigt. Im November 2018 erschien das Buch Winterthurer Sternstunden – 40 Jahre Sternwarte Eschenberg 1979–2019, das auf knapp 100 Seiten und mit vielen Fotos und Grafiken einen Einblick in die vielfältige Arbeit der erfolgreichen Sternwarte gibt. Als Autor zeichnet Markus Griesser, der Mitinitiant und langjährige Leiter des Observatoriums. Ein weiteres Buch des erfahrenen Sternwarte-Leiters mit deutlich autobiografischen Bezügen ist im Frühsommer 2022 unter dem Titel „Den Sternen nahe sein – Erinnerungen und Einsichten eines Astronomen“ von der Astronomischen Gesellschaft Winterthur herausgegeben worden.

## Aufgaben
Die Winterthurer Sternwarte bietet sternkundliche Führungen für ein breites Publikum, für Schulen, Vereine und familiäre Gruppen und wird seit 1998 auch für wissenschaftliche Aufgaben genutzt. Markus Griesser hat bis heute von dieser Station aus gegen 23’000 hochpräzise Positionsmessungen, mehr als zwei Drittel davon an erdnahen Asteroiden, zum Minor Planet Center in die USA übermittelt. Solche Messungen werden für präzise Bahnbestimmungen benötigt. Bei so genannten Potentially Hazardous Asteroids (Potentiell gefährliche Asteroiden) helfen sie mit, ein mögliches Impaktrisiko für die Erde frühzeitig abzuschätzen. Griesser hat ausserdem insgesamt zehn Hauptgürtel-Asteroiden entdeckt, die unter anderem nach der Stadt Winterthur, Griessers Wohnort Wiesendangen sowie nach der Winterthurer Musikerin und Orchesterleiterin Hanna Wieser benannt wurden.

## Ausstattung
Die Sternwarte Eschenberg verfügt für die wissenschaftlichen Aufgaben seit dem Herbst 2014 über einen lichtstarken 60-cm-Astrografen f/3.8 mit einer grossflächigen elektronischen Kamera. Das hochmoderne Instrument wird in all seinen Funktionen über ein drahtloses Netzwerk (WLAN) gesteuert. Zu Ehren der Winterthurer Unternehmer Robert und Ruth Heuberger, die mit ihrer Stiftung massgeblich zur Finanzierung beigetragen haben, trägt das neue Instrument offiziell den Namen Heuberger-Astrograf. Für den Publikumbetrieb steht ein leistungsfähiges Fernrohr, ein 20-cm-Refraktor modernster Bauart, zur Verfügung, das bei günstigen Luftverhältnissen auch hohe Vergrösserungen gestattet. Und für die anspruchsvolle Astrofografie, die neuerdings einen dritten Schwerpunkt im Engagement der Sternwarte Eschenberg bildet, wird seit Juli 2017 ein besonders leistungsfähiges Spiegelteleskop des Bautyps Ritchey-Chrétien mit einem 40-cm-Spiegel f/8.0 und modernsten CCD-Kameras eingesetzt.
Die Konzeption der Sternwarte mit einem Schiebedach statt mit einer Kuppel erlaubt Beobachtungen von grossflächigen Himmelserscheinungen mit blossem Auge oder mit Ferngläsern. So sind Erläuterungen zu aktuell sichtbaren Sternbildern, zu interessanten Einzelsternen und zu Planeten möglich. Das Publikum, darunter viele Kinder und Jugendliche, kann dank dieser offenen Dachkonstruktion die Wanderung von Satelliten und den Fall von Sternschnuppen mit eigenen Augen mitverfolgen.

## Daten
Das Observatorium hat folgende geografische Koordinaten (nach Referenzsystem WGS 84):
- 47°28'28.9"N
- 8°44'34.1"E
- Höhe: 542 m ü. M.

Bis Ende 2019 sind über 15000 astrometrische Asteroidenbeobachtungen gespeichert.

## Varia
- Nach der Sternwarte ist der 5,6 km kleine Asteroid (96206) Eschenberg benannt. Diese Benennung des Asteroiden initiierte der deutsche Fachastronomen Freimut Börngen aus Jena, der den von ihm entdeckten Kleinplaneten zu Ehren der Winterthurer Astronomen «Eschenberg» taufte.[2]